# Бартоломео Растрели
Бартоломео Франческо Растрели (рус. Варфоломей Варфоломеевич (Бартоломео) Растре́лли, итал. Bartolomeo Francesco Rastrelli; 1697 — 1771) био је руски гроф и архитекта италијанског порекла. Најважнији је представник стила такозваног „јелисаветинског барока”. Његова познија дела: Зимски дворац у Санкт Петербургу и Јекатаринска палата у Царском Селу, чувена су по екстравагантном луксузу и богатству декорације.
У Русију се преселио 1716. Најзначајније пројекте је остварио у периоду 1744-1760, радећи за царицу Јелисавету Петровну. 